# Stefano Russo
Stefano Russo (ur. 26 sierpnia 1961 w Ascoli Piceno) – włoski duchowny katolicki, biskup Fabriano-Matelica w latach 2016–2019, biskup Velletri-Segni od 2022, biskup Frascati od 2023.

## Życiorys
Święcenia kapłańskie otrzymał 20 kwietnia 1991 i został inkardynowany do diecezji Ascoli Piceno. Przez wiele lat pracował jako przewodniczący kurialnej komisji ds. sztuki sakralnej i kościelnych dóbr kultury. Odpowiadał także za kościelne zabytki na szczeblach międzydiecezjalnych, a w latach 2005–2015 na szczeblu krajowym. W 2015 mianowany proboszczem parafii św. św. Piotra i Pawła w rodzinnym mieście.
18 marca 2016 papież Franciszek mianował go biskupem diecezjalnym Fabriano-Matelica. Sakry udzielił mu 28 maja 2016 kardynał Edoardo Menichelli.
28 września 2018 papież Franciszek mianował go Sekretarzem Generalnym Konferencji Episkopatu Włoch. 27 kwietnia 2019 roku tenże sam papież przyjął jego rezygnację z funkcji biskupa Fabriano–Matelica.
7 maja 2022 papież Franciszek mianował go biskupem diecezjalnym  Velletri-Segni. 
12 września papież Franciszek mianował go jednocześnie biskupem diecezji Frascati, łącząc ją z diecezją Velletri-Segni unią in persona Episcopi. Objęcie nowej diecezji ma obyć się 11 listopada 2023. 